# Павловка (Чугуевский район)
В Михайловском районе Приморья тоже есть село Павловка
Па́вловка — село в Чугуевском районе Приморского края.

## География
Расположено на правом берегу реки Павловка в 20 километрах до впадения её в Уссури.
Село стоит вблизи трассы Осиновка — Рудная Пристань, в 40 км к северо-востоку от районного центра Чугуевка, в 10 км восточнее села Уборка.

## Население
| 1915 | 2002 | 2006 | 2010 |
| ---- | ---- | ---- | ---- |
| 411  | ↘158 | ↘152 | ↘113 |

## Улицы
В селе имеются две улицы: Комсомольская, Кубанская и Озёрная. 